# Choriolaus fulveolus
Choriolaus fulveolus är en skalbaggsart som först beskrevs av Bates 1885.  Choriolaus fulveolus ingår i släktet Choriolaus och familjen långhorningar.
Artens utbredningsområde är Guatemala. Inga underarter finns listade i Catalogue of Life.